# Parma (Ohio)
Parma è una città degli Stati Uniti della Contea di Cuyahoga, nello Stato dell'Ohio. È un sobborgo di Cleveland.

## Storia
Tra il 1806 e il 1826 era nota come Greenbriar. L'attuale nome si deve a David Long che nel 1826 propose la nuova denominazione di "Parma" in onore della città emiliana di Parma, in quanto «impressionato dalla grandezza e bellezza» della città italiana.
Nel censimento del 2000 la città contava 83 861 abitanti, scesi nel 2018 a 78 751.
È sede dell'eparchia di Parma, eparchia della chiesa greco-cattolica rutena, e dell'eparchia di San Giosafat di Parma della chiesa greco-cattolica ucraina.
Nel 2022 è stato fondato il fan club ufficiale del Parma, in omaggio all'omonima città italiana.